# Orkneyjski otoki
Orkneyjski otoki ali Orkney (angleška izgovorjava: /ˈɔːrkni/; škotsko Orkney; normansko Orkneyjar; norn Orknøjar, znani tudi arhaično Orkneyji) je otočje v Severnih otokih Škotske, ob severni obali otoka Velika Britanija. Orkney je 16 km severno od obale Caithnessa in ima približno 70 otokov, od katerih je 20 naseljenih. Največji otok, Mainland, ima površino 523 kvadratnih kilometrov, zaradi česar je šesti največji škotski otok in deseti največji otok na Britanskem otočju. Največje naselje Orkneyja in tudi njegovo upravno središče je Kirkwall.
Orkney je eno od 32 območij sveta na Škotskem, pa tudi volilna enota škotskega parlamenta, poročniško območje in zgodovinsko okrožje. Lokalni svet je Svet Orkneyjskih otokov, eden od le treh svetov na Škotskem z večino izvoljenih članov, ki so neodvisni.
Otoki so bili naseljeni že vsaj 8500 let, prvotno so jih zasedla mezolitska in neolitska plemena, nato pa Pikti. Orkneyje so leta 875 kolonizirali Norvežani in kasneje priključili Kraljevini Norveški.  Leta 1472 je škotski parlament grofijo Orkney vključil v Kraljevino Škotsko, potem ko ni plačal dote, ki jo je Jakobu III. obljubila družina njegove neveste, Margarete Danske.
Lokalno podnebje je razmeroma milo, tla pa izjemno rodovitna; večina zemlje je obdelovalna, kmetijstvo pa je najpomembnejši gospodarski sektor. Pomembni viri vetrne in morske energije postajajo vse pomembnejši; količina električne energije, ki jo Orkney proizvede letno iz obnovljivih virov energije, presega njegovo povpraševanje. Dnevne temperature se običajno gibljejo med 7 °C pozimi in 16 °C poleti.
Lokalno prebivalstvo je znano kot Orkadijci; govorijo značilno narečje škotskega jezika in imajo bogato ljudsko izročilo. Orkney vsebuje nekaj najstarejših in najbolje ohranjenih neolitskih najdišč v Evropi; Srce neolitskega Orkneyja je Unescov seznam svetovne dediščine. Orkney ima tudi obilico morskih in ptičjih divjih živali.

## Etimologija
Pitej iz Massalije je obiskal Britanijo – verjetno nekje med 322 in 285 pr. n. št. – in jo opisal kot trikotno obliko s severno konico, imenovano Orcas. To se je morda nanašalo na Dunnet Head, s katerega je viden Orkney. V 1. stoletju našega štetja sta rimska geografa Ptolemaj in Pomponij Mela otoke imenovala Orcades (starogrško Όρκάδες), prav tako Tacit leta 98 našega štetja, ko je trdil, da je njegov tast Agricola »odkril in podjarmil Orkade, doslej neznane« (čeprav sta tako Mela kot Plinij predhodno omenjala otoke). Bizantinec John Tzetzes je v svojem delu Chiliades otoke imenoval Orcades.
Etimologi običajno razlagajo element orc- kot piktsko plemensko ime, ki pomeni 'mlad prašič' ali 'mlad merjasec'. Govorci stare irščine so otoke označevali kot Insi Orc 'otoke mladih prašičev'. Otočje je znano kot Ynysoedd Erch v sodobni valižanščini in Arcaibh v sodobni škotski gelščini, pri čemer -aibh predstavlja fosilizirano predložno končnico. Nekateri zgodnejši viri alternativno domnevajo, da Orkney izvira iz latinskega orka, kit. Anglosaški menih Beda Častitljivi označuje otoke kot Orcades insulae v Cerkveni zgodovini angleškega ljudstva (Ecclesiastical History of the English People).
Norveški naseljenci, ki so prišli v poznem 9. stoletju, so orc na novo interpretirali kot staronordijsko orkn – 'tjulenj' in na koncu dodali eyjar 'otoki', tako da je ime postalo Orkneyjar – 'Tjulnji otoki'. Množinska pripona -jar je bila pozneje odstranjena v angleščini, tako da je ostalo sodobno ime Orkney. Po Historia Norwegiæ je Orkney dobil ime po grofu po imenu Orkan.
Norvežani so poznali Mainland kot Megenland 'celina' ali kot Hrossey – 'konjski otok'. Otok se včasih imenuje Pomona (ali Pomonia), ime, ki izhaja iz napačnega prevoda Georgea Buchanana iz 16. stoletja, ki se redko uporablja lokalno.
Uporaba množine Orkneys izvira iz 18. stoletja ali prej in jo je uporabljal na primer sir Walter Scott. Od sredine 19. stoletja dalje je ta množinska oblika v lokalnem okolju izginila iz uporabe, čeprav jo še vedno pogosto najdemo v publikacijah dlje od Škotske.

## Zgodovina

### Prazgodovina
Zoglenela lešnikova lupina, najdena leta 2007 med izkopavanji v Tankernessu na Mainlandu, je bila datirana v 6820–6660 pr. n. št., kar kaže na prisotnost mezolitskih nomadskih plemen. Najzgodnejša znana stalna naselbina je pri Knap of Howar, neolitski kmetiji na otoku Papa Westray, ki izvira iz leta 3500 pr. n. št. Vas Skara Brae, najbolje ohranjena neolitska naselbina v Evropi, naj bi bila naseljena okoli leta 3100 pred našim štetjem. Drugi ostanki iz tiste dobe so Stones of Stenness, grobnica Maeshowe, Ring of Brodgar in drugi stoječi kamni. Številne neolitske naselbine so bile zapuščene okoli leta 2500 pr. n. št., verjetno zaradi sprememb podnebja.
Septembra 2021 so arheologi objavili odkritje dveh poliranih kamnitih krogel v 5500 let stari grobnici iz neolitika v mestu Sanday. Po besedah dr. Huga Andersona je bil drugi predmet »velikosti žoge za kriket, popolnoma sferičen in lepo obdelan«.
Med bronasto dobo je bilo zgrajenih manj velikih kamnitih zgradb (čeprav so se veliki obredni krogi še naprej uporabljali), ko je bila obdelava kovin v Veliki Britaniji počasi uvedena iz Evrope v daljšem obdobju. Obstaja razmeroma malo orkneyjskih najdišč iz tega obdobja, čeprav obstaja impresivna gomila Plumcake Mound [42] blizu Ring of Brodgar in različna otoška mesta, kot sta Tofts Ness na Sandayju in ostanki dveh hiš na Holm of Faray.

### Železna doba
Izkopavanja v Quanternessu na Mainlandu so razkrila atlantsko okroglo hišo, zgrajeno okoli leta 700 pr. n. št., podobne najdbe pa so bile še v Buju na Mainlandu in v kamnolomu Pierowall na Westrayu. Najbolj impresivne zgradbe iz železne dobe na Orkneyju so ruševine poznejših okroglih stolpov, imenovanih brochs in z njimi povezane naselbine, kot sta Broch of Burroughston in Broch of Gurness. Narava in izvor teh zgradb sta predmet razprave. Druge strukture iz tega obdobja so podzemna skladišča in okrogle hiše s predelki, slednje so običajno povezane z zgodnejšimi najdišči brochov.
Med rimsko invazijo na Britanijo je bil »kralj Orkneyja« eden od 11 britskih voditeljev, ki naj bi se podredil cesarju Klavdiju leta 43 našega štetja v Camulodunumu (sodobni Colchester). Potem ko je flota Agricolana prišla in odšla, verjetno zasidrana v Shapinsayju, se zdi, da je bil neposreden rimski vpliv omejen na trgovino in ne na osvajanje. Polemij Silvij je napisal seznam poznorimskih provinc, ki ga je Seeck priložil svoji izdaji Notitia Dignitatum. Na seznamu je navedenih šest provinc v Rimski Britaniji: šesta je dvomljiva »Orcades provincia«, katere možen obstoj novejše raziskave ponovno ocenjujejo.
Do pozne železne dobe so bili Orkneyji del kraljestva Piktov in čeprav so arheološki ostanki iz tega obdobja manj impresivni, so rodovitna tla in bogata morja Orkneyjev Piktom verjetno zagotavljala udobno življenje. Dalriadski Gelci so proti koncu piktske dobe začeli vplivati na otoke, morda predvsem zaradi vloge keltskih misijonarjev, kar dokazuje več otokov, ki nosijo vzdevek Papa v spomin na te pridigarje. Preden se je gelska prisotnost lahko uveljavila, so Pikte od poznega 8. stoletja naprej postopoma izrinila severnogermanska ljudstva. Narava tega prehoda je sporna, teorije pa segajo od miroljubne integracije do zasužnjevanja in genocida. Predlagano je bilo, da je napad sil iz Fortriuja leta 681, v katerem je bil Orkney 'izničen', morda privedel do oslabitve lokalne baze moči in pomagal Norvežanom, da so postali pomembnejši.

### Norveška vladavina
Tako Orkney kot Shetland sta v poznem 8. in zgodnjem 9. stoletju doživela znaten pritok norveških naseljencev. Vikingi so otoke postavili za sedež svojih piratskih pohodov proti Norveški in obalam celinske Škotske. V odgovor je norveški kralj Harald Lepolasi (Harald Hårfagre) leta 875 priključil severne otoke, ki so obsegali Orkney in Shetland (jasno je, da ta zgodba, ki se pojavi v Orkneyinga saga, temelji na poznejših potovanjih Magnusa Barelegsa in nekaterih učenjakov verjamem, da je apokrif). Rognvald Eysteinsson je od Haralda kot odškodnino za smrt svojega sina v bitki na Škotskem prejel Orkney in Shetland kot grofovstvo, nato pa je grofovstvo predal svojemu bratu Sigurdu Mogočnemu.
Vendar ga je Sigurdova linija komajda preživela in Torf-Einarr, Rognvaldov sin od sužnja, je ustanovil dinastijo, ki je stoletja po njegovi smrti nadzorovala otoke. Nasledil ga je njegov sin Thorfinn Skull-Einarsson in v tem času je odstavljeni norveški kralj Eric krvava sekira pogosto uporabljal Orkney kot bazo za plenjenje, preden je bil leta 954 ubit. Thorfinnova smrt in domnevni pokop v brochu Hoxa na južnem Ronaldsayu sta povzročila dolgo obdobje dinastičnih sporov.
Ker je bila sprva poganska kultura, so podrobne informacije o obratu h krščanski veri na škotskih otokih v nordijskem obdobju nedosegljive. Orkneyinga saga nakazuje, da je otoke pokristjanil Olaf I. Tryggvason leta 995, ko se je ustavil pri južnem obzidju na poti z Irske na Norveško. Kralj je poklical grofa Sigurda Krepkega in rekel: »Ukažem, da se krstiš ti in vsi tvoji podaniki. Če zavrneš, te bom dal ubiti na kraju samem in prisežem, da bom z ognjem opustošil vsak otok.« Ni presenetljivo, da se je Sigurd strinjal in otoki so v hipu postali krščanski, v začetku 11. stoletja pa so dobili lastnega škofa.
Thorfinn Mogočni je bil Sigurdov sin in vnuk škotskega kralja Malcolma II. (Máel Coluim mac Cináeda). Skupaj z drugimi Sigurdovimi sinovi je vladal Orkneyju v prvi polovici 11. stoletja in razširil svojo oblast nad majhnim pomorskim kraljestvom, ki se je raztezalo od Dublina do Shetlanda. Thorfinn je umrl okoli leta 1065 in njegova sinova Paul in Erlend sta ga nasledila v bitki pri Stamford Bridgeu leta 1066. Paul in Erlend sta se sprla kot odrasla in ta spor se je prenesel na naslednjo generacijo. Mučeništvo Magnusa Erlendssona, ki ga je aprila 1116 ubil njegov bratranec Haakon Paulsson, je povzročilo izgradnjo stolnice sv. Magnusa, ki še danes prevladuje v Kirkwallu.
Nenavadno, iz ok. od leta 1100 dalje so bili nordijski velmožje dolžni zvestobo Norveški za Orkney in škotski kroni s svojimi posestmi kot grofje Caithness. Leta 1231 se je rod nordijskih grofov, neprekinjen od Rognvalda, končal z umorom Jona Haraldssona v Thursu. Grofstvo Caithness je bilo podeljeno Magnusu, drugemu sinu grofa Angusova, ki ga je Haakon IV. Norveški leta 1236 potrdil za grofa Orkneyskega.
Leta 1290 je smrt otroške princese Margarete, dekle norveške na Orkneyju na poti v celinsko Škotsko, ustvarila sporno nasledstvo, ki je privedlo do vojn za neodvisnost Škotske. Leta 1379 je grofovstvo prešlo na družino Sinclair, ki so bili tudi baroni Roslina blizu Edinburga.
Dokazi o prisotnosti Vikingov so zelo razširjeni in vključujejo naselbino pri Brough of Birsay, veliko večino krajevnih imen in runske napise v Maeshoweju.

### Prevzem s strani Škotske
Leta 1468 je Kristijan I. v vlogi norveškega kralja obljubil Orkney kot jamstvo za plačilo dote svoje hčerke Margarete, zaročene s Jakobom III. Vendar denar ni bil nikoli izplačan in Orkney je leta 1472 prevzela Kraljevina Škotska.
Zgodovina Orkneyja pred tem časom je v veliki meri zgodovina vladajoče aristokracije. Od takrat naprej se običajni ljudje pojavijo z večjo jasnostjo. Pritok škotskih podjetnikov je pomagal ustvariti raznoliko in neodvisno skupnost, ki je vključevala kmete, ribiče in trgovce, ki so se imenovali comunitas Orcadie in ki so dokazali, da so vse bolj sposobni braniti svoje pravice pred svojimi fevdalnimi vladarji.
Vsaj od 16. stoletja so čolni s celinske Škotske in Nizozemske prevladovali v lokalnem ribolovu sleda. Malo je dokazov o orkneyjski floti do 19. stoletja, vendar je hitro rasla in do leta 1840 je bilo vključenih 700 čolnov, pri čemer sta Stronsay in kasneje Stromness postala vodilni središči razvoja. Bela riba nikoli ni postala tako prevladujoča kot v drugih škotskih pristaniščih.
Izboljšave kmetijstva, ki so se začele v 17. stoletju, so povzročile zaprtje skupnega premoženja in končno v Viktorijini dobi nastanek velikih in dobro vodenih kmetij, ki so uporabljale petizmenski sistem kroženja in proizvajale visokokakovostno govedo.
V 17. stoletju so Orkadijci tvorili veliko večino zaposlenih v podjetju Hudson's Bay Company v Kanadi. Ostro zimsko vreme na Orkneyju in sloves Orkadijcev po treznosti ter njihovih spretnostih upravljanja ladij so bili idealni kandidati za surovost kanadskega severa. V tem obdobju je sežiganje alg za kratek čas postalo glavni steber gospodarstva otokov. Na primer, na Shapinsayu je bilo proizvedenih več kot 3000 t sežganih morskih alg na leto za izdelavo natrijevega pepela, kar je lokalnemu gospodarstvu prineslo 20.000 funtov. Industrija je nenadoma propadla leta 1830 po odpravi carin na uvožene alkalije.
Med jakobitskimi vstajami v 18. stoletju je bil Orkney v svojih simpatijah večinoma jakobitski. Ob koncu upora leta 1715 je veliko število Jakobitov, ki so pobegnili na sever s celinske Škotske, poiskalo zatočišče v Orkneyju in jim pomagali na varnem na Švedskem. Leta 1745 so jakobitski lairdi na otokih zagotovili, da je Orkney ostal projakobitski po svojih pogledih in je bil varen kraj za dostavo zalog iz Španije za pomoč njihovi stvari. Orkney je bil zadnji kraj na Britanskem otočju, ki je zdržal za Jakobite in ga je britanska vlada ponovno zavzela šele 24. maja 1746, več kot mesec dni po porazu glavne jakobitske vojske pri Cullodenu.

### 20. stoletje
Orkney je bil kraj baze kraljeve mornarice v Scapa Flowu, ki je igrala pomembno vlogo v prvi in drugi svetovni vojni. Po premirju leta 1918 je bila nemška flota na odprtem morju v celoti premeščena v Scapa Flow, da bi počakala na odločitev o svoji prihodnosti. Nemški mornarji so potopili vse ladje. Večino ladij so rešili, preostale razbitine pa so zdaj priljubljeno zatočišče rekreativnih potapljačev. En mesec po drugi svetovni vojni je nemška podmornica potopila bojno ladjo kraljeve mornarice HMS Royal Oak v Scapa Flowu. Posledično so bile zgrajene pregrade, ki so zaprle večino dostopnih kanalov; te so imele dodatno prednost, saj so ustvarili nasipe, ki so popotnikom omogočali pot od otoka do otoka po cesti, namesto da bi se morali zanašati na trajekte. Nasipe so zgradili italijanski vojni ujetniki, ki so zgradili tudi okrašeno italijansko kapelo.
Mornariško oporišče je po vojni propadlo in so ga nazadnje zaprli leta 1957. Problem upada prebivalstva je bil v povojnih letih velik, čeprav je v zadnjih desetletjih 20. stoletja prišlo do okrevanja in življenje na Orkneyju se je osredotočilo na rast blaginjo in nastanek relativno brezrazredne družbe. Orkney je bil v letih 2013 in 2014 ocenjen kot najboljše mesto za življenje na Škotskem, leta 2019 pa kot najboljše mesto za življenje v Združenem kraljestvu, glede na raziskavo o kakovosti življenja v Halifaxu.

## Geografija
Orkney je od celinskega dela Škotske ločen s Pentland Firthom, deset kilometrov široko morsko potjo med Brough Nessom na otoku South Ronaldsay in Duncansby Headom v Caithnessu. Orkney leži med 58°41' in 59°24' severno ter 2°22' in 3°26' zahodno, meri 80 kilometrov od severovzhoda proti jugozahodu in 47 kilometrov od vzhoda proti zahodu, in pokriva 975 kvadratnih kilometrov.
Orkney je ločen od Shetlandskih otokov, skupine dlje, z vodnim telesom, imenovanim Fair Isle Channel.
Otoki so večinoma nizko ležeči, razen nekaterih strmo vzpenjajočih se hribov iz peščenjaka na Mainlandu, Rousay in Hoy (kjer je najvišja točka na Orkneyju, Ward Hill) in razgibanih pečin na nekaterih zahodnih obalah. Skoraj vsi otoki imajo jezera, vendar so vodotoki le potoki, ki odmakajo hribe. Obale so razčlenjene, sami otoki pa so med seboj ločeni s prelivi, ki se na splošno imenujejo sounds ali firths.
Plimni tokovi ali roosts, kot jih imenujejo nekateri lokalno, ob številnih otokih so hitri, s pogostimi vrtinci. Otoki so znani po odsotnosti dreves, kar je delno posledica močnih vetrov.

### Geologija
Površinska kamnina Orkneyja je skoraj v celoti stari rdeči peščenjak, večinoma srednjedevonske starosti. Tako kot v sosednjem celinskem okrožju Caithness, ta peščenjak leži na metamorfnih kamninah serije Moine, kot je mogoče videti na celini, kjer je izpostavljen ozek pas med Stromnessom in Inganessom ter spet na majhnem otoku Graemsay; predstavljata jih sivi gnajs in granit.
Srednji devon je razdeljen na tri glavne skupine. V spodnjem delu zaporedja, ki je večinoma v Eifelu, prevladujejo jezerske plasti spodnjih in zgornjih plošč Stromness, ki so bile odložene v jezeru Orcadie. Kasnejša tvorba kamnitih plošč Rousay je najdena po večjem delu severnih in južnih otokov ter vzhodnega Mainlanda.
Starec iz Hoya (Old Man of Hoy) je sestavljen iz peščenjaka najvišje skupine Eday, ki je ponekod debel do 800 metrov. Leži neskladno na strmo nagnjenih ploščah, katerih interpretacija je predmet nenehne razprave.
Devonske in starejše kamnine Orkneyja sekajo z nizom prelomov v smeri ZJZ–ENE do S–J, od katerih so bili mnogi aktivni med odlaganjem devonskih zaporedij. Močna sinklinalna guba prečka Eday in Shapinsay, os pa se giblje v smeri sever-jug.
Srednjedevonske bazaltne vulkanske kamnine najdemo na zahodnem Hoyu, na Deernessu v vzhodni celini in na Shapinsayu. Predlagana je bila korelacija med vulkani Hoy in drugima dvema izpostavljenostma, vendar razlike v kemiji pomenijo, da to ostaja negotova. Lamprofirske nasipe pozne permske starosti najdemo po celem Orkneyju.
Ledeniške proge in prisotnost krede in kremenčevih eratikov, ki izvirajo iz dna Severnega morja, kažejo na vpliv delovanja ledu na geomorfologijo otokov. Veliko je tudi balvanske gline in morene pokrivajo znatna območja.

### Podnebje
Orkney ima hladno zmerno podnebje, ki je izjemno blago in stabilno za tako severno zemljepisno širino zaradi vpliva toplih voda Norveškega toka, severovzhodnega podaljška Severnoatlantskega drifta, ki je sam podaljšek Zalivskega toka. Povprečna letna temperatura je 8 °C; pozimi 4 °C in poleti 12 °C.
Povprečna letna količina padavin se giblje od 850 milimetrov do 940 milimetrov. Vetrovi so ključna značilnost podnebja in celo poleti skoraj nenehno pihajo sapice. Pozimi so pogosti močni vetrovi, v povprečju letno zabeležijo 52 ur burje.
Za turiste so ena od fascinacij otokov njihova 'nočna' poletja. Na najdaljši dan sonce vzide ob 4:00 in zaide ob 22:29 BST in popolna tema ni znana. Ta dolgi somrak je na severnem otočju znan kot simmer dim. Zimske noči so dolge. Na najkrajši dan sonce vzide ob 09:05 in zaide ob 15:16. V tem letnem času je polarni sij občasno mogoče opaziti na severnem obzorju med zmerno avroralno aktivnostjo.

## Otoki

### Mainland
Mainland je največji otok Orkneyev. Obe orkneyjski mesti, Kirkwall in Stromness, sta na tem otoku, ki je tudi srce prometnega sistema Orkneyja s trajektnimi in letalskimi povezavami z drugimi otoki in zunanjim svetom. Otok je bolj poseljen (75 % prebivalstva Orkneyja) kot drugi otoki in ima veliko rodovitnih kmetijskih zemljišč. Mainland je razdeljen na območja, imenovana Vzhodni in Zahodni Mainland. Ta območja so določena glede na to, ali ležijo vzhodno ali zahodno od Kirkwalla. Večji del Mainlanda leži zahodno od Kirkwalla, s sorazmerno malo zemlje vzhodno od Kirkwalla. Župnije na zahodu so: Stromness, Sandwick, Birsay, Harray, Stenness, Orphir, Evie, Rendall in Firth. Župnije na vzhodu so: St Ola, Tankerness, St Andrews, Holm in Deerness.
Otok je večinoma nizko ležeč (zlasti vzhodni del), vendar z obalnimi pečinami na severu in zahodu ter dvema velikima jezeroma: Loch of Harray in Loch of Stenness. Na Mainlandu so ostanki številnih neolitskih, piktskih in vikinških zgradb. Štiri glavna neolitska najdišča so vključena v središče svetovne dediščine Srce neolitskega Orkneyja, vpisano leta 1999.
Drugi otoki v skupini so razvrščeni kot severno ali južno od Mainlanda. Izjema sta oddaljena otočka Sule Skerry in Sule Stack, ki ležita 60 kilometrov zahodno od arhipelaga, vendar sta del Orkneyja za namene lokalne vlade. V imenih otokov pripona a ali ay predstavlja nordijsko ey, kar pomeni 'otok'. Tisti, ki so opisani kot holmi, so zelo majhni.

### Severni otoki
Severna skupina otokov je najobsežnejša in jo sestavlja veliko število zmerno velikih otokov, ki so z Mainlandom povezani s trajekti in zračnimi povezavami. Kmetijstvo, ribištvo in turizem so glavni viri dohodka za večino otokov.
Najbolj severno je North Ronaldsay, ki leži 4 kilometre za najbližjo sosedo, Sanday. Na zahodu je Westray, ki ima 550 prebivalcev. Povezan je s trajektom in zrakom s Papa Westrayjem, znanim tudi kot Papay. Eday je v središču Severnih otokov. Središče otoka je barje, glavni panogi otoka pa sta pridobivanje šote in pridobivanje apnenca.
Rousay, Egilsay in Gairsay ležijo severno od zahodnega Mainlanda čez Eynhallow Sound. Rousay je dobro znan po svojih starodavnih spomenikih, vključno z grobnico Quoyness, Egilsay pa ima ruševine edine cerkve z okroglim stolpom v Orkneyju. Wyre na jugovzhodu vsebuje grad Cubbieja Rooja. Stronsay in Papa Stronsay ležita veliko bolj proti vzhodu čez Stronsay Firth. Auskerry je južno od Stronsaya in ima le pet prebivalcev. Shapinsay in njegov grad Balfour sta nedaleč severno od Kirkwalla.
Drugi majhni nenaseljeni otoki v skupini severnih otokov so Calf of Eday, Damsay, Eynhallow, Faray, Helliar Holm, Holm of Faray, Holm of Huip, Holm of Papa, Holm of Scockness, Kili Holm, Linga Holm, Muckle Green Holm, Rusk Holm in Sweyn Holm.

### Južni otoki
Južna skupina otokov obdaja Scapa Flow. Hoy, na zahodu, je drugi največji izmed Orkneyjskih otokov, Ward Hill na njegovem severnem koncu pa je najvišja vzpetina v arhipelagu. Starec iz Hoya (Old Man of Hoy) je dobro znan morski kamniti osamelec. Graemsay in Flotta sta s trajektom povezana z Mainlandom in Hoyem, slednji pa je znan po velikem naftnem terminalu. South Walls ima stolp Martello iz 19. stoletja in je s Hoyem povezan z reko Ayre. Burray leži vzhodno od Scapa Flowa in je z nasipom povezan z južnim Ronaldsayjem, kjer vsako tretjo soboto v avgustu potekajo kulturni dogodki, kot sta Festival konj in fantovska tekma v oranju. To je tudi lokacija neolitske Grobnice orlov. South Ronaldsay, Burray, Glimps Holm in Lamb Holm so s Churchillovimi pregradami povezani po cesti z Mainlandom.
Nenaseljeni južni otoki so Calf of Flotta, Cava, Copinsay, Corn Holm, Fara, Glimps Holm, Hunda, Lamb Holm, Rysa Little, Switha in Swona. Pentland Skerries leži južneje, bližje škotski celini.

## Naravna zgodovina
Orkney ima obilico prosto živečih živali, zlasti sivih in navadnih tjulnjev ter morskih ptic, kot so atlantski mormon, galebi, črna njorka, krokar in velika govnačka. Kiti, delfini in vidre so vidni tudi okoli obal. Orkneyjska voluharica na kopnem, posebna podvrsta navadne voluharice, ki so jo prinesli neolitski ljudje, je endemična. Obstaja pet različnih sort, ki jih najdemo na otokih Sanday, Westray, Rousay, South Ronaldsay in celini, toliko bolj izjemne, ker te vrste ni na celinski Britaniji.
Obala je dobro znana po svojih pisanih cvetlicah, vključno z morsko astro (Aster tripolium), morsko veverico (Scilla verna), navadnim pečnikom (Armeria maritima), mrežico (Limonium), zvončasto vreso (Erica cinerea) in jesensko reko (Calluna). Škotski jeglič (Primula scotica) najdemo samo na obalah Orkneyja in v bližini Caithnessa in Sutherlanda. Čeprav so drevesni sestoji na splošno redki, je v drugi polovici 20. stoletja iz močvirnatega pobočja blizu Stennessa nastal majhen gozd, imenovan Happy Valley, s 700 drevesi in bujnimi vrtovi.
Ovca North Ronaldsay je nenavadna pasma udomačenih živali, ki se večinoma preživlja z morskimi algami, saj so večino leta omejene na obalo, da ohranijo omejeno pašo v notranjosti. Otok je bil do sredine 16. stoletja tudi življenjski prostor atlantskega mroža.
Riba Orkneyjski char (Salvelinus inframundus) je nekoč živela v Heldale Water na Hoyu. Od leta 1908 velja za lokalno izumrlo.

### Problem in rešitev velikih podlasic
Uvedba tujerodnih golobov od leta 2010, naravnega plenilca navadne voluharice in s tem orkneyjske voluharice, je prav tako škodovala domorodnim populacijam ptic. NatureScot, škotska agencija za naravo, je zagotovila te dodatne podrobnosti:
Naselitev talnega plenilca, kot je velika podlasica, na otoke, kot je Orkney, kjer ni domorodnih talnih plenilcev, je zelo slaba novica za domorodne vrste. Podlasice so izkušeni plenilci in predstavljajo zelo resno grožnjo prostoživečim živalim na Orkneyju, vključno z avtohtono orkneyjsko voluharico, pepelastim lunjem, močvirsko uharico in številnimi pticami, ki gnezdijo na tleh.
Leta 2018 je NatureScot predstavil projekt izkoreninjenja podlasic, ki naj bi se izvajal »na Orkney Mainland, South Ronaldsay, Burray, Glimps Holm, Lamb Holm in Hunda ter dejavnosti biološke varnosti na nepovezanih otokih arhipelaga«. Projekt Orkney Native Wildlife Project je načrtoval uporabo »humanih pasti DOC150 in DOC200«. Partnerji v petletnem projektu so RSPB Scotland, Scottish Natural Heritage in Orkney Islands Council. Poročilo, izdano oktobra 2020, navaja, da je bilo nameščenih več kot 5000 pasti. Podane so bile podrobnosti glede lokacij.
15. januarja 2021 ni šlo vse v redu, poroča The Times, ki je navajal, da je projekt »prizadela domnevna sabotaža po uničenju in kraji pasti, ki so ubile in poškodovale tudi hišne ljubljenčke in druge živali«, vendar je dodal, da je 6 milijonov funtov vreden program podprla večina otočanov. Druga novica je navajala, da so nekatere pasti »ujele in ubile družinske hišne ljubljenčke ter stotine drugih živali«. Naknadno poročilo je potrdilo, da »škotska policija preiskuje številne incidente, ki so vključevali poškodovanje in krajo pasti za stoat v Orkneyju«.

### Zavarovana območja
Na Orkneyju je 13 posebnih zaščitenih območij in 6 posebnih ohranitvenih območij. Eno od 40 škotskih nacionalnih slikovitih območij, Hoy and West Mainland National Scenic Area, je prav tako na otokih. Morja severozahodno od Orkneyja so pomembna za ribe peščenke, ki so vir hrane za številne vrste drugih rib, morskih ptic, tjulnjev, kitov in delfinov, in so zdaj zaščitena kot Naravovarstveno zaščiteno morsko območje (NCMPA), ki pokriva 4365 km².